# Моршинська міська рада
Моршинська міська рада — орган місцевого самоврядування Моршинської міської територіальної громади Стрийського району Львівської області з розміщенням у місті Моршині.

## Склад ради
Рада складається з 30 депутатів та голови.

### Депутати

#### VI скликання
За результатами місцевих виборів 2010 року депутатами ради стали:

#### За суб'єктами висування
| Суб'єкт висування                                       | Кількість обраних депутатів | %    |
| ------------------------------------------------------- | --------------------------- | ---- |
| Політична партія «Фронт Змін»                           | 6                           | 20   |
| Українська республіканська партія «Собор»               | 5                           | 16,7 |
| Політична партія Всеукраїнське об'єднання «Батьківщина» | 4                           | 13,3 |
| Політична партія «Наша Україна»                         | 4                           | 13,3 |
| Політична партія Всеукраїнське об'єднання «Свобода»     | 3                           | 10   |
| Українська Народна Партія                               | 3                           | 10   |
| Громадянська партія «ПОРА»                              | 1                           | 3,3  |
| Партія регіонів                                         | 1                           | 3,3  |
| Політична партія Народний Рух України                   | 1                           | 3,3  |
| Політична партія «Сильна Україна»                       | 1                           | 3,3  |
| Соціалістична партія України                            | 1                           | 3,3  |

#### За округами
| № округу | Прізвище, ім'я, по батькові     | Дата визнання обраним | Освіта                    | Партійна приналежність                           | Відомості про обраного депутата                                                            |
| -------- | ------------------------------- | --------------------- | ------------------------- | ------------------------------------------------ | ------------------------------------------------------------------------------------------ |
| 7        | Воєвода Микола Васильович       | 03.11.2010            | Освіта вища               | член Громадянської партії «ПОРА»                 | Секретар ради, моршинська міська рада                                                      |
| б/м      | Полянський Петро Іванович       | 03.11.2010            | Освіта вища               | член Партії регіонів                             | ДП "Санаторій «Моршинський», заступник директора                                           |
| б/м      | Лис Володимир Степанович        | 03.11.2010            | Освіта вища               | член Всеукраїнського об'єднання «Батьківщина»    | пенсіонер                                                                                  |
| б/м      | Яців Орися Ярославівна          | 03.11.2010            | Освіта вища               | член Всеукраїнського об'єднання «Батьківщина»    | Стрийська ЦРЛ, лікар                                                                       |
| 9        | Жовнір Валерій Васильович       | 03.11.2010            | Освіта вища               | член Всеукраїнського об'єднання «Батьківщина»    | Генеральний директор, прАТ "Моршинський завод мінеральних вод «Оскар»                      |
| 12       | Лис Степан Володимирович        | 03.11.2010            | Освіта вища               | член Всеукраїнського об'єднання «Батьківщина»    | Головний бухгалтер, приватне підприємство «Шериф»                                          |
| б/м      | Кардашов Валерій Петрович       | 03.11.2010            | Освіта вища               | член Всеукраїнського об'єднання «Свобода»        | приватний підприємець                                                                      |
| б/м      | Дидин Богдан Дмитрович          | 03.11.2010            | Освіта середня            | член Всеукраїнського об'єднання «Свобода»        | пенсіонер                                                                                  |
| 4        | Левкович Галина Богданівна      | 29.04.2013            | Освіта вища               | член Всеукраїнського об'єднання «Свобода»        | НВК «Середня загально-освітня школа-ліцей» м. Моршин, заступник директора з НРВ            |
| 6        | Головатий Роман Ярославович     | 03.11.2010            | Освіта вища               | член Народного Руху України                      | ПЖКГ Моршинської міськради, інженер                                                        |
| б/м      | Мукан Віктор Васильович         | 03.11.2010            | Освіта вища               | член Політичної партії «Наша Україна»            | ТЗОВ «Технології енергозбереження», директор                                               |
| б/м      | Зварич Василь Андрійович        | 03.11.2010            | Освіта вища               | член Політичної партії «Наша Україна»            | НВК «Середня загальноосвітня школа — ліцей» м. Моршин, вчитель                             |
| 1        | Магасевич Мирослав Анатолійович | 03.11.2010            | Освіта вища               | член Політичної партії «Наша Україна»            | тимчасово не працює                                                                        |
| 2        | Іванюк Михайло Федорович        | 03.11.2010            | Освіта вища               | член Політичної партії «Наша Україна»            | цТП, директор                                                                              |
| 8        | Петрівський Ярослав Миколайович | 15.11.2010            | Освіта вища               | позапартійний                                    | П. П. «НІК», директор                                                                      |
| б/м      | Косінський Тарас Михайлович     | 03.11.2010            | Освіта вища               | член Політичної партії «Фронт Змін»              | ПрАТ «ІДС», менеджер з експорту                                                            |
| б/м      | Дембовський Сергій Валерійович  | 03.11.2010            | Освіта вища               | член Політичної партії «Фронт Змін»              | СПД                                                                                        |
| б/м      | Харко Андрій Юрійович           | 03.11.2010            | Освіта вища               | член Політичної партії «Фронт Змін»              | ПрАТ «Нова», фінансовий директор                                                           |
| 5        | Стефанків Микола Михайлович     | 03.11.2010            | Освіта середня спеціальна | член Політичної партії «Фронт Змін»              | тимчасово не працює                                                                        |
| 10       | Косінський Роман Михайлович     | 03.11.2010            | Освіта вища               | член Політичної партії «Фронт Змін»              | Власник, сПД                                                                               |
| 13       | Галас Михайло Михайлович        | 03.11.2010            | Освіта незакінчена вища   | член Політичної партії «Фронт Змін»              | Власник, сПД                                                                               |
| 14       | Гринчарик Юрій Юрійович         | 03.11.2010            | Освіта вища               | член Соціалістичної партії України               | тимчасово не працює                                                                        |
| б/м      | Косило Богдан Дмитрович         | 03.11.2010            | Освіта вища               | член Української Народної Партії                 | Моршинська міська рада, радник                                                             |
| б/м      | Юкшинський Геннадій Йосипович   | 03.11.2010            | Освіта вища               | позапартійний                                    | Моршинська міська лікарня, головний лікар                                                  |
| б/м      | Никифорів Віталій Романович     | 15.11.2010            | Освіта вища               | член Української Народної Партії                 | Стрийське ВПУ № 8, директор                                                                |
| б/м      | Фатафутдінов Віталій Вагізович  | 03.11.2010            | Освіта вища               | член Української республіканської партії «Собор» | ТзОВ «УкрГеоДор», заступник директора                                                      |
| б/м      | Музичка Ірина Ярославівна       | 15.11.2010            | Освіта вища               | член Української республіканської партії «Собор» | НВК «Середня загальноосвітня школа-ліцей» м. Моршин, заступник директора з виховної роботи |
| 3        | Цикош Марія Йосипівна           | 03.11.2010            | Освіта вища               | член Української республіканської партії «Собор» | НВК «Середня загальноосвітня школа-ліцей» м. Моршин, вчитель історії та права              |
| 11       | Крук Валентина Миколаївна       | 15.11.2010            | Освіта вища               | член Української республіканської партії «Собор» | пенсіонер                                                                                  |
| 15       | Зелінський Микола Миколайович   | 03.11.2010            | Освіта вища               | член Української республіканської партії «Собор» | тзОВ «УкрГеоДор», директор                                                                 |